# Chevroderma scalpellum
Chevroderma scalpellum is een schildvoetigensoort uit de familie van de Prochaetodermatidae. De wetenschappelijke naam van de soort is voor het eerst geldig gepubliceerd in 1985 door Scheltema.